# Vicepresident
Un vicepresident és un funcionari (de carrera o de facto) de Govern, o un empresari, que està sota el president en la jerarquia organitzacional. El nom deriva del llatí «vice» (en lloc de).
El vicepresident del país és el designat a substituir el president en cas d'absència, temporal o definitiva. És la persona que, bé el poble, bé el mateix president del Govern de manera directa, es nomena per a substituir en cas necessari el president sense requerir noves eleccions o discussions parlamentàries.
El vicepresident sempre serà vicepresident mentre el president visqui i sigui legalment el cap del Govern. Els viatges del president no l'inhabiliten del seu càrrec, ja que no hi ha raons perquè abandoni la presidència pel sol fet d'estar fora de la seva seu.
En determinats països un vicepresident actua en funcions de president al vacar el titular i en no tornar a sostenir el poder. En països on hi ha designats a la presidència, no existeix el concepte de vicepresident sinó que els designats són potencials vicepresidents que s'hauran de subjectar a l'assemblea o al mandat presidencial per ocupar la presidència.